# لشکر ۱۴ امام حسین

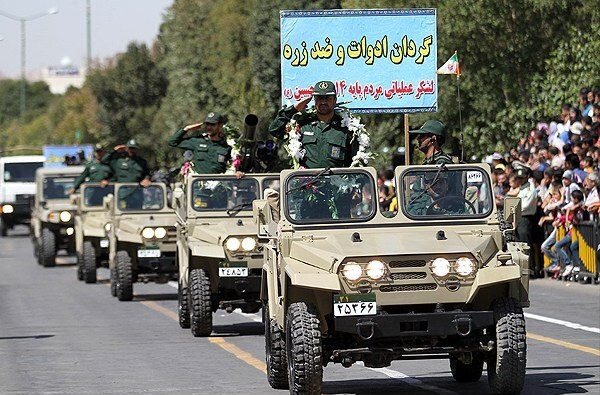
رژه گردان ادوات لشکر ۱۴ امام‌حسین به‌مناسبت سالگرد جنگ ایران و عراق در سال ۱۳۹۳، اصفهان

لشکر عملیاتی ۱۴ امام حسین یا به اختصار لشکر ۱۴ امام حسین لشکر پیاده‌نظام زیرمجموعه نیروی زمینی سپاه پاسداران انقلاب اسلامی است، که در سال ۱۳۶۰ در خلال جنگ ایران و عراق تأسیس شد و نخستین فرمانده آن حسین خرازی بود. هم‌اکنون سرهنگ پاسدار حسن امینی هرندی فرماندهی لشکر ۱۴ امام حسین را برعهده دارد.

## تاریخچه
این لشکر در آغاز، تیپ ۳ امام حسین نام داشت و از اولین یگان‌های رزمی سپاه بود که در عملیات طریق‌القدس با فرماندهی حسین خرازی شکل گرفت و سپس با گسترش سازمان به لشکر ارتقا پیدا کرد.

## عملیات‌ها

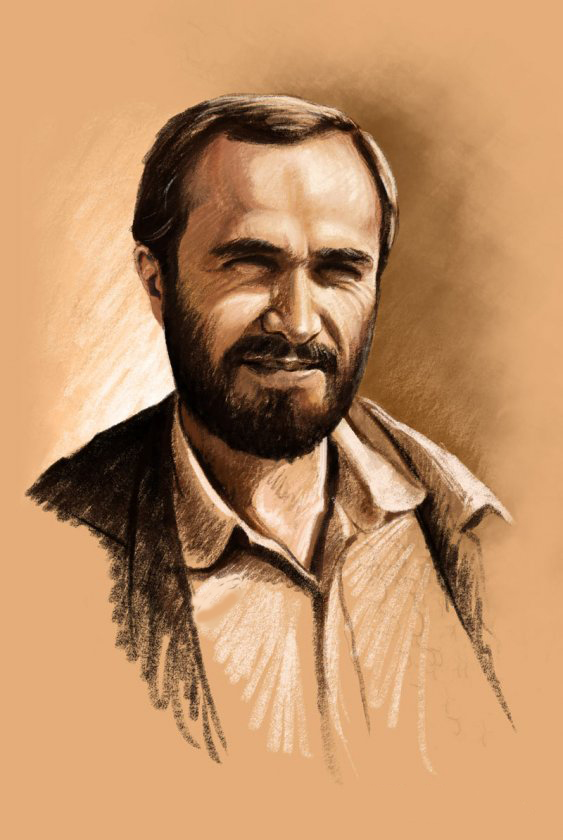
حسین خرازی فرمانده لشکر ۱۴ امام‌حسین، جنگ ایران-عراق

لشکر ۱۴ امام حسین در عملیات‌های نصر ۴ ، والفجر ۱۰، بیت‌المقدس ۷، تکمیلی کربلا ۵ ، کربلا ۱۰ ، کربلا ۵ ، کربلا ۴، کربلا ۳، والفجر ۸، بدر، خیبر، والفجر ۴، والفجر ۲ ،محرم، والفجر ۱، والفجر مقدماتی، رمضان، بیت‌المقدس، فتح‌المبین و طریق‌القدس حضور داشته است.

## وظایف
بعد از جنگ ایران و عراق وظایف متعددی برای این لشکر تعریف شد. حفاظت از مرزها، احداث و بازسازی مدارس و خانه ها در مناطق محروم از جمله این وظایف هستند.